# Люсил Бол
Люсил Бол (на английски: Lucille Désirée Ball) е американска комедийна актриса, модел, участваща в киното, телевизията, радиото и на сцената, известна на широката публика с изключително популярните сериали I Love Lucy („Обичам Люси“), The Lucy-Desi Comedy Hour („Комедийният час на Люси и Деси“), The Lucy Show („Шоуто на Люси“) и Here's Lucy („Ето я Люси“).
Тя е една от най-обичаните и влиятелни фигури в Холивуд, а също така и една от звездите с най-дългогодишна кариера.
Носител е на 4 „Еми“ и на други престижни награди във филмовата индустрия. Има две деца от първия си брак. Умира на 77 години от дисекация на аортата.